# Kepler's Books
Kepler Books and Magazines é uma livraria independente em Menlo Park, Califórnia. Foi fundada em 14 de maio de 1955 por Roy Kepler. Anteriormente, ele havia trabalhado como membro da equipe da estação de rádio KPFA, apoiada pelo ouvinte e sediada em Berkeley. A livraria "logo floresceu em um epicentro cultural e atraiu clientes fiéis dos estudantes e professores da Universidade de Stanford e de outros membros das comunidades vizinhas que estavam interessados em ideias e livros sérios".

## Contracultura dos anos sessenta
John Markoff, em seu texto de 2005, What the Dormouse Said: How the Sixties Counterculture Shaped the Personal Computer Industry, referiu-se a Kepler como um importante ponto de encontro para a contracultura da década de 1960. A Palo Alto Weekly observou que "nos anos 60 e 70, a cultura da Kepler começou a evoluir para uma contracultura mais ampla. Intelectuais e pacifistas da batida juntaram-se a 'pessoas que trabalhavam para a Whole Earth, hippies no cenário rock and roll e de drogas recreativas, políticos e pessoas interessadas em grupos étnicos'." A Grateful Dead fez shows ao vivo lá e "a cantora folk Joan Baez, membros da Grateful Dead, e muitos líderes locais lembram-se de compartilhar ideias, ação política, música e perigo na loja apertada".
De acordo com Aces Back to Back (1992), de Scott W. Allen, as raízes da árvore genealógica da Grateful Dead foram semeadas na Kepler Books em 1960. Naquele ano, a dupla folk Hunter/Garcia tocou lá e em universidades e faculdades em toda a área da baía. "A partir daí", diz Jerry Garcia, "continuei indo mais longe na música e [Robert] Hunter na escrita".

## História recente
Em 1980, Clark, filho de Roy Kepler, assumiu a administração da livraria. A loja tinha três locais diferentes em Menlo Park, mudando em 1989 para a sua localização atual no Menlo Center em El Camino Real. Em 1990, a Publishers Weekly classificou a Kepler como "Livraria do ano".
O aumento das cadeias de livrarias e compras on-line criou uma concorrência imbatível, o aumento dos preços em Menlo Park resultou no fechamento das portas da Kepler em 31 de agosto de 2005. A comunidade local realizou manifestações para protestar contra o fechamento. A Kepler foi reaberta posteriormente em outubro de 2005, financiada por investimentos comunitários, voluntários e doações.
Em 2008, o departamento infantil da Kepler ganhou o Prêmio Pannell por excelência. O documentário de 2008, Paperback Dreams, narra as histórias relacionadas das livrarias independentes Kepler e do agora extinto Cody's Books em Berkeley, Califórnia.
Em 2012, Clark Kepler e Praveen Madan, do The Booksmith, de São Francisco, reuniram a "Equipe de Transição" da Kepler, um grupo de líderes empresariais e comunitários locais voluntários. Lançou o “Kepler 2020”, uma iniciativa que visa transformar a livraria independente em um centro literário e cultural comunitário de última geração. O projeto visa "criar um modelo de negócios híbrido que inclua uma livraria com fins lucrativos, de propriedade e operação da comunidade, e uma organização sem fins lucrativos que apresentará entrevistas com autores no palco, palestras dos principais intelectuais, oficinas educacionais e outras atividades literárias e literárias. eventos culturais", de acordo com o comunicado de imprensa de Kepler. Sob o programa Kepler 2020, a Kepler foi dividida em duas entidades legais - uma empresa com fins lucrativos com uma missão social e uma organização sem fins lucrativos patrocinada pela comunidade - com os objetivos complementares de promover uma cultura de livros, ideias e 'discurso intelectual e engajamento cívico na comunidade',de acordo com o comunicado de imprensa da Kepler".
Desde 2012, a recuperação e a reinvenção bem-sucedidas da Kepler continuam a receber ampla cobertura na imprensa nacional e internacional, devido ao interesse do público em encontrar modelos sustentáveis para manter as livrarias prósperas.